# 外耳道外骨腫
外耳道外骨腫（英語: external auditory canal exostosis）は、冷水による慢性的な刺激により外耳道に骨性隆起が生じるものである。
サーファーに多くみられることから、サーファズイヤー（英語: surfer's ear）とも呼ばれる。

## 疫学
男性に多い。多発性、両側性が多い。病変は両側性でも、症状は8割が片側性である。
サーファーではアマチュアよりプロの方が発生頻度が高く、特に経験年数15年以上のサーファーや、寒冷な海でサーフィンを行う者に多い。
日本でのサーファーの報告は1983年が最初であるが、それ以前から潜水漁師に多いことが知られていた。
またサウナ常用者にも多いという報告があり、サウナとその後の水風呂による温度刺激が原因と考えられている。

## 防止方法
耳栓やウェットスーツのフードで耳を保護する事で予防できるとされる。

## 症状
耳鳴・難聴・外耳炎などをきたすことがある。
症状の緩和には、オステオトーム(骨ノミ)を使って、外骨腫の切除が一般的に行われる。また、施術後は一定期間、耳に水が入らないよう保護し、抗生物質点耳薬であるシプロフロキサシンやヒドロコルチゾンを使用することが推奨される。特に難しい手術ではないが、手術による鼓膜裂傷、手術後も聴力低下、耳鳴り、めまいなどがごく少数報告されている。

## 診断
視診で外耳道の狭窄を認める。画像検査はCTが有用で、外耳道に広基性の骨性隆起を認める。

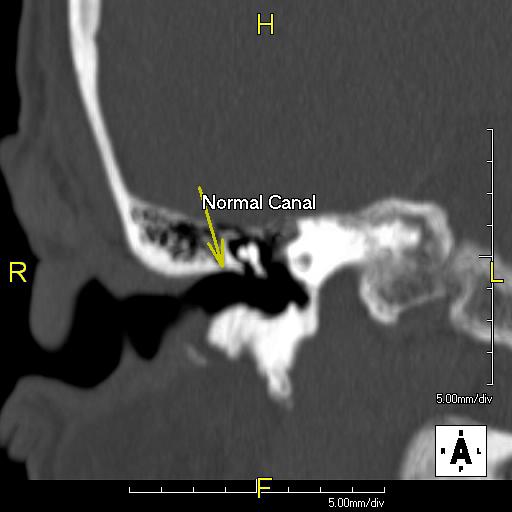
通常の外耳道
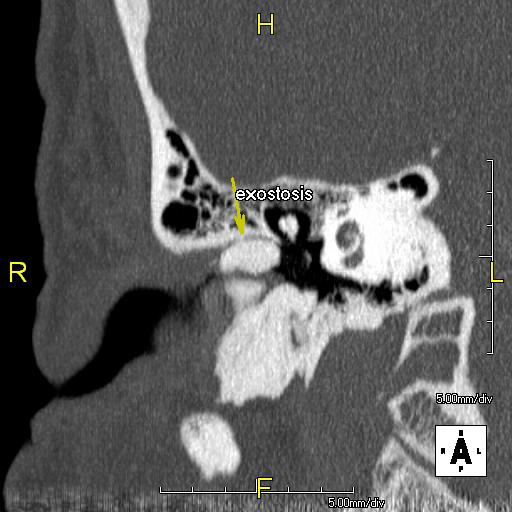
外耳道外骨腫によって狭まった外耳道
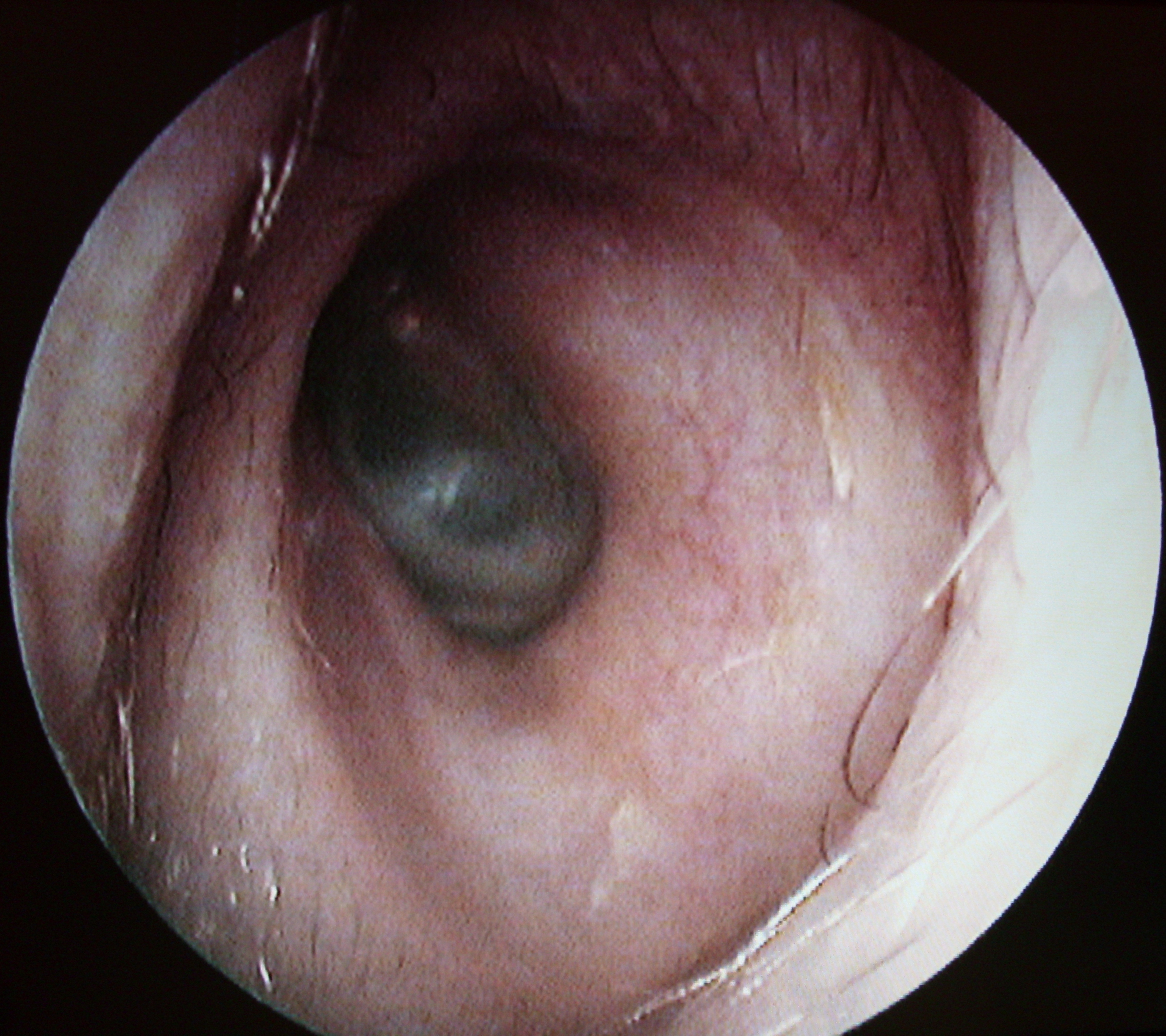
通常の外耳道
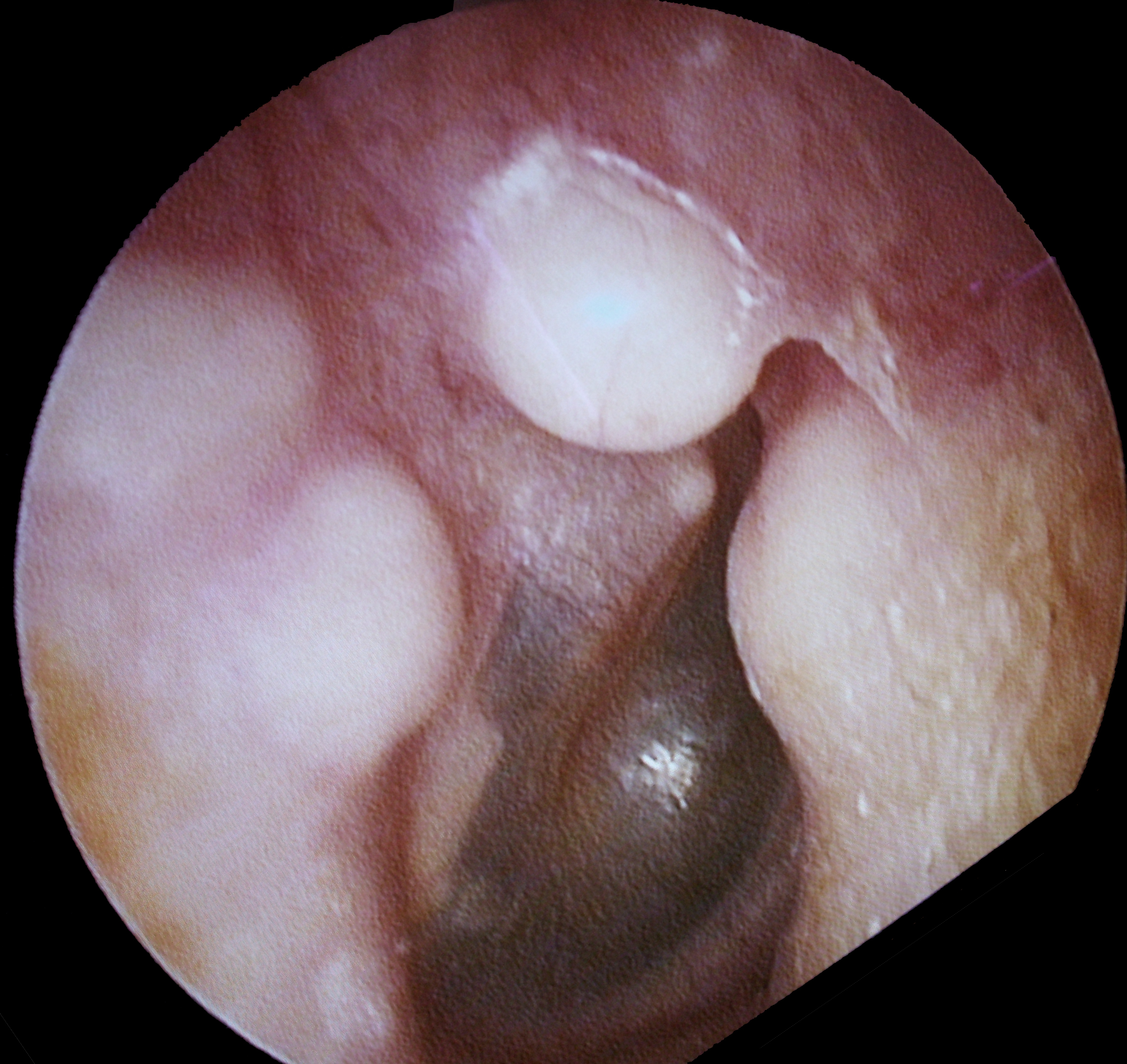
多発性外耳道外骨腫

## 文化
約4万年前に絶滅したネアンデルタール人にも高頻度で発症していたことが、2019年にセントルイス・ワシントン大学の古生物学者エリック・トリンカウスらが発表した論文で報告された。

## 野生動物
- アザラシでは、外耳道外骨腫が起きるのは生理的なものであり、聴覚器官を保護するためのものでもある[12]
- 鯨類 - クジラの外耳道は閉塞している。耳垢も溜まって耳垢栓を形成する[13]。